# Alexiloga
Alexiloga là một chi bướm đêm thuộc phân họ Tortricinae của họ Tortricidae.

## Các loài
- Alexiloga rubiginosana (Walker, 1863)